# Eduard VII del Regne Unit
Eduard VII del Regne Unit (Palau de Buckingham, Londres, 9 de novembre de 1841 - Palau de Buckingham, Londres, 6 de maig de 1910) fou rei del Regne Unit de la Gran Bretanya i Irlanda, emperador de l'Índia i dels Dominis Britànics d'Ultramar (1901-1911). Fou el primer monarca de la casa de Saxònia-Coburg Gotha, dirigint els destins del Regne Unit entre 1901 i 1910, i pare de l'últim, Jordi V, que assumí el cognom de Windsor el 1917. El seu període de regnat és conegut com a època eduardina.

## Naixement i educació
Primer fill mascle de la reina Victòria I del Regne Unit i del príncep Albert de Saxònia-Coburg Gotha, nasqué al Palau de Buckingham el 9 de novembre de 1841. Victòria era neta del rei Jordi III del Regne Unit i neboda del rei Jordi IV del Regne Unit, filla del duc de Kent, el príncep Eduard de Kent i de la princesa Victòria de Saxònia-Coburg Saafeld filla del duc de Saxònia-Coburg-Saafeld. El padrí d'Eduard fou el rei Frederic Guillem IV de Prússia i en família seria conegut amb el nom de Bertie.
Com a fill hereu d'una reina britànica rebé immediatament els títols de duc de Cornualles i de Rothesay. El 8 de desembre de 1841 rebé el principat de Gal·les. A part dels títols anglesos, continuà portant els de príncep de Saxònia-Coburg Gotha i de duc a Saxònia, els quals havia rebut per part de pare. No fou fins a l'any 1863 que renuncià als drets sobre el tron de Saxònia-Coburg Gotha en favor del seu germà el príncep Alfred del Regne Unit. L'any 1853 rebé l'Orde de la Garrotera.
Rebé una educació extremadament estricta, malgrat que, a diferència de la seva germana la princesa reial Victòria del Regne Unit, fou un estudiant sense motivació i poc intel·ligent. Alguns tutors van destacar d'ell el talent per la sociabilitat, el tacte o el bon humor. També rebé educació castrense.

## Casament i fills

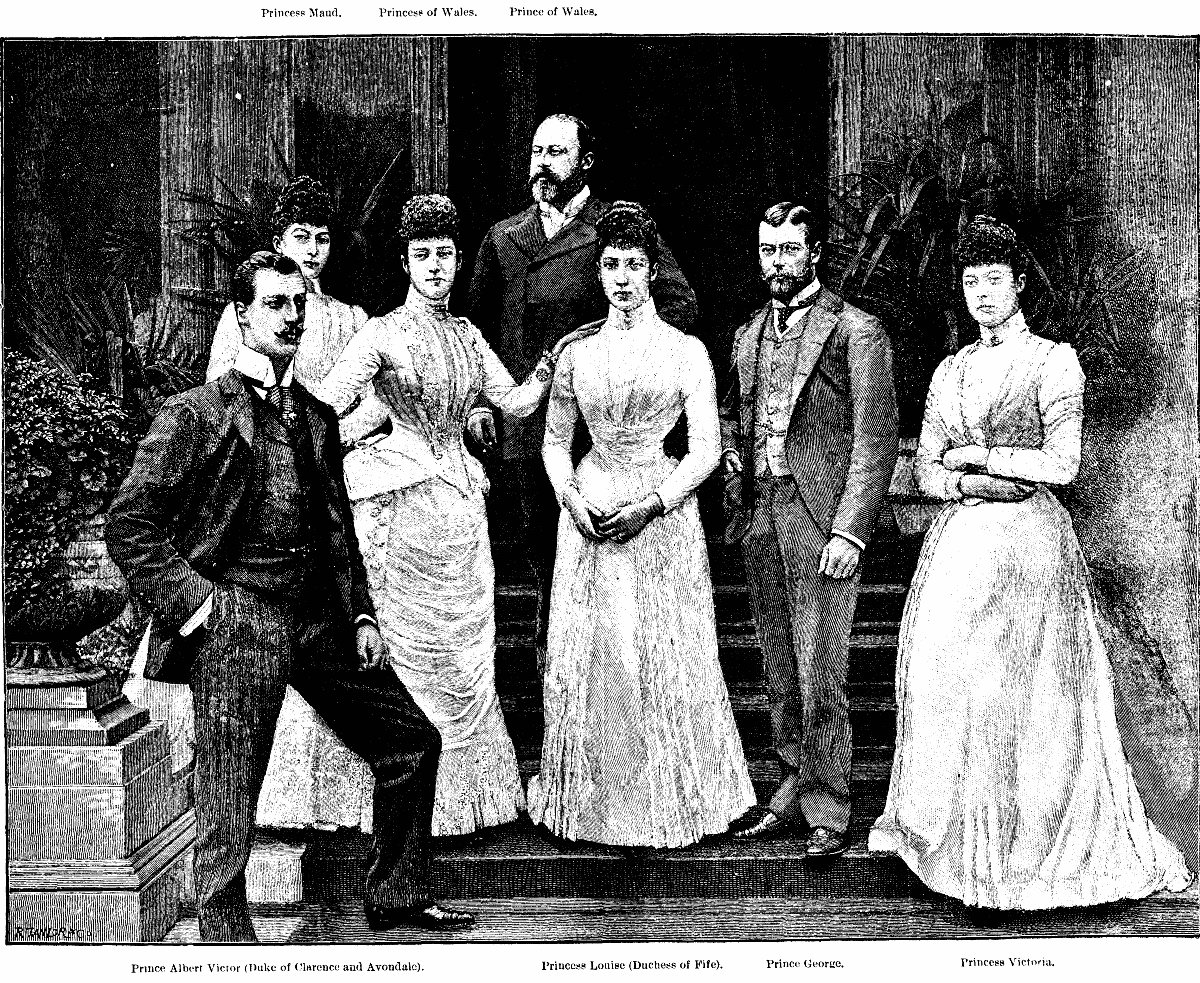
La família del rei Eduard VII a Sandringham, d'esquerra a dreta: el duc de Clarence, la reina Maud de Noruega, la reina Alexandra, el rei Eduard VII, la princesa reial Lluïsa duquessa de Fife, el rei Jordi V i la princesa Victòria

L'any 1861 mor el príncep consort i la reina Victòria immediatament concerta el casament del seu hereu amb la princesa Alexandra de Dinamarca, filla del rei Cristià IX de Dinamarca i de la princesa Lluïsa de Hessen-Kassel. El casament tingué lloc a la Capella de Sant Jordi del castell de Windsor. La parella s'establí a Malborough House, a Londres, i compraren la residència campestre de Sandringham a Norfolk. Tingueren cinc fills:
- SAR el príncep Albert Víctor del Regne Unit, duc de Clarence, nascut l'any 1864 a Windsor i mort a Londres el 1891.

- SM el rei Jordi V del Regne Unit, nascut a Londres el 1865 i mort a Sandringham el 1936. Casat el 1894 amb la princesa Maria de Teck.

- SAR la princesa reial Lluïsa del Regne Unit, duquessa de Fife, nascuda a Londres el 1867 i morta a Londres el 1931. Es casà el 1889 amb lord Fife.

- SAR la princesa Victòria del Regne Unit nascuda a Londres el 1868 i morta el 1935 a Londres.

- SM la reina Maud de Noruega, nascuda a Londres el 1869 i morta a la mateixa ciutat el 1938. Es casà el 1896 amb el príncep Cristià de Dinamarca, posteriorment elegit rei de Noruega amb el nom de Haakon VII.

## Oncle d'Europa
Al llarg dels anys, i si la seva mare Victòria I del Regne Unit i el seu sogre Cristià IX de Dinamarca eren els "avis d'Europa", ell es convertí en "l'oncle d'Europa". Efectivament era oncle directe del tsar Nicolau II de Rússia i de la tsarina Alexandre de Hessen-Darmstadt per vies diferents, del rei de Prússia i emperador d'Alemanya Guillem II, del rei de Dinamarca Frederic VIII, del rei Constantí I de Grècia, de la reina Sofia de Grècia, de la reina d'Espanya Victòria Eugènia de Battenberg, de la princesa hereva de Suècia Margarida de Connaught i finalment del rei Olav V de Noruega.
A més era oncle, germà, cosí o cunyat d'un gran nombre de prínceps, gran ducs i ducs de l'Imperi Alemany de les cases de Hannover, de Saxònia-Coburg Gotha, de Hessen-Darmstadt, de Hessen-Kassel, de Baden o de Schleswig-Holstein.

## Cap d'estat
L'any 1901 després de la mort de la seva mare es convertí en el rei Eduard VII del Regne Unit i la seva esposa en la reina Alexandra. Era el segon príncep de Gal·les en arribar al tron amb més edat (concretament 59 anys; el rei Guillem IV ho havia fet amb 64) i també el qui més anys havia portat el títol propi dels hereus a la corona britànica.
Durant el seu regnat desenvolupà una important presència exterior a través de viatges oficials, per exemple a París el 1903, que podria haver sigut instrumental per aconseguir firmà l'Entesa francobritànica l'any 1904. També tingué un paper destacat en temes militars i de marina.
Al llarg de la seva vida el rei Eduard sanejà enormement les finances de la casa reial britànica, situant-la com una de les més riques del moment (just després de la belga, la russa i l'austríaca). S'envoltà de moltes persones d'origen jueu i relacionades amb el món de la banca, com ara els Rotschild.
L'any 1910 morí a Londres d'una bronquitis agreujada per un atac de cor.